# Ascoli Calcio 1898 FC
Ascoli Calcio 1898 Football Club – włoski klub piłkarski z siedzibą w mieście Ascoli Piceno, założony w 1898, obecnie występuje w rozgrywkach Serie C. W 2002 roku powrócił do Serie B po sześciu sezonach spędzonych w Serie C. Po raz ostatni (przed 2005 rokiem) w Serie A rywalizował w 1992 roku. W sierpniu 2005 awansował do Serie A, mimo zajęcia dopiero 6. miejsca w tabeli 2. ligi. Jednak machinacje finansowe w Genoi i Torino FC umożliwiły zespołowi Ascoli awans. Klub spadł jednak z najwyższej klasy rozgrywkowej we Włoszech dwa lata później.

## Sukcesy
- 2 razy mistrz Serie B: 1978, 1986
- zdobywca Pucharu Mitropa: 1987
- 5. miejsce Serie A w sezonie 1979/1980

## Aktualny skład
Stan na 17.10.2021 r.
| Nr | Poz. | Piłkarz                    |
| -- | ---- | -------------------------- |
| 1  | BR   | Nicola Leali               |
| 2  | OB   | Alessandro Salvi           |
| 3  | OB   | Tommaso D’orazio           |
| 4  | OB   | Aljaz Tavcar               |
| 5  | OB   | Gian Filippo Felicioli     |
| 6  | OB   | Federico Baschirotto       |
| 7  | NA   | Elia Petrelli              |
| 8  | PO   | Manuele Castorani          |
| 9  | NA   | Federico Dionisi           |
| 10 | PO   | Abdelhamid Sabiri          |
| 11 | NA   | Atanas Iliev               |
| 12 | BR   | Luca Bolletta              |
| 13 | BR   | Enrico Guarna              |
| 14 | NA   | Giuseppe Alessandro Barone |
| 15 | OB   | Danilo Quaranta            |

| Nr | Poz. | Piłkarz              |
| -- | ---- | -------------------- |
| 18 | PO   | Michele Collocolo    |
| 21 | PO   | Christos Donis       |
| 22 | BR   | Matteo Raffaelli     |
| 23 | OB   | Lukas Spendlhofer    |
| 24 | OB   | Anastasios Avlonitis |
| 26 | NA   | Soufiane Bidaoui     |
| 27 | PO   | Mirko Eramo          |
| 30 | PO   | Dario Saric          |
| 31 | NA   | Diego Fabbrini       |
| 32 | PO   | Fabrizio Caligara    |
| 33 | OB   | Eric Botteghin       |
| 36 | PO   | Andrea Franzolini    |
| 37 | PO   | Fabio Maistro        |
| 40 | NA   | Andrea De Paoli      |
| 77 | PO   | Marcel Buchel        |

## Piłkarze na wypożyczeniu
| Nr | Poz. | Piłkarz                                   |
| -- | ---- | ----------------------------------------- |
|    | NA   | Simone Ganz (Calcio Lecco 1912)           |
|    | OB   | Daniele Sarzi Puttini (ACR Messina)       |
|    | OB   | Manuel Ricciardi (Legnago Salus)          |
|    | OB   | Amine Ghazoini (Virton)                   |
|    | NA   | Davide Di Francesco (Città di Campobasso) |
|    | OB   | Francesco Semeraro (US Grosseto 1912)     |
|    | PO   | Marco Fiorani (Teramo Calcio)             |

| Nr | Poz. | Piłkarz                                             |
| -- | ---- | --------------------------------------------------- |
|    | PO   | Dean Lico (Partizani Tirana)                        |
|    | PO   | Christian Scorza (AC Trento 1921)                   |
|    | OB   | Emanuele Maurizii (US Anconitana)                   |
|    | PO   | Daniele Olivieri (Legnago Salus)                    |
|    | NA   | Francesco Intinacelli (Aquila 1902 Montevarchi)     |
|    | NA   | Mattia D'Agostino (SS Monopoli 1966)                |
|    | NA   | Danilo Giacinto Ventola (Virtus Francavilla Calcio) |